# Potáplice
Potáplice (Gaviiformes) jsou řád vodních ptáků výborně přizpůsobený životu na vodě a lovu pod vodou. U potáplic se rozeznává jen jediná čeleď potáplicovití (Gaviidae) s jediným recentním rodem potáplice (Gavia), známá je však i řada fosilních rodů, z nichž ty nejstarší pochází již z raného eocénu. K potáplicím se řadí pět recentních druhů, které se vyznačují tlustým krkem s krátkým špičatým zobákem, silnýma blanitýma nohama a krátkými křídly. Potáplice jsou rozšířeny po severní polokouli; hnízdí v arktických a subarktických oblastech Eurasie a Severní Ameriky, na léto táhnou do přímořských i sladkovodních oblastí mírného pásu. Čtyři druhy potáplic protahují nebo zimují i v Česku.
Živí se především rybami, občas i vodními bezobratlými nebo menšími obratlovci, které ve vodě najdou. Pro potravu se potápí do dobu kolem půl minuty až minuty, avšak v případě potřeby mohou pod vodou vydržet až 8 minut a dokážou se potopit do hloubek přesahující 70 m. Hnízdí v těsné blízkosti vodních ploch nebo na mělkých ostrůvcích, mateřská péče je sdílená. Samice klade nejčastěji dvě vejce, inkubace trvá 26–29 dní. Prekociální mláďata dokáží plavat již den či dva po narození. Potáplice jsou dlouhověké, potáplice lední může žít i více než 35 let. Potáplice nejsou nijak zvlášť ohroženy, pouze potáplice žlutozobá je hodnocena jako téměř ohrožená z důvodu nadměrného lovu v oblasti Beringova moře domorodými obyvateli Aljašky.

## Systematika

### Taxonomie
Počátky snah o taxonomické uspořádání potáplic sahají do roku 1758, kdy bylo publikováno 10. vydání knihy Systema Naturae švédského přírodovědce Carla Linného. Linné tehdy vytyčil rod Colymbus, do kterého zařadil čtyři druhy vodních ptáků: potáplici severní (Colymbus arcticus, dnes Gavia arctica) a tři druhy ptáků, kteří jsou dnes řazeni do nepříbuzného řádu potápek. Z Linného popisu rodu Colymbus nicméně není zřejmé, zda se vztahuje k potápkám nebo k potáplicím, což dalo v následujících desetiletích vzniknout řadě nedorozumění. Zatímco američtí ornitologové používali rod Colymbus pro potápky a Gavia pro potáplice, u evropských ornitologů to bylo naopak. Do záležitosti proto vstoupila Mezinárodní komise pro zoologickou nomenklaturu (ICZN), která v roce 1952 pro potáplice potvrdila jako platný rodový název Gavia (Forster, 1788), pro potápky Podiceps (Latham, 1787) a rod Colymbus byl zcela zavrhnut od dalšího používání. V roce 1957 pak musela rovněž potvrdit název čeledi potápek Gaviidae (Coues, 1903) oproti staršímu zapomenutému názvu Urinatoridae.
Název rodu Gavia v latině označuje blíže neidentifikovaného mořského ptáka, možná racka.

### Vnější systematika
Potáplice byly tradičně považovány za nejbližší příbuzné potápek (Podicipediformes), se kterými byly zařazovány do společného kladu Colymbiformes. Potápky s potáplicemi totiž sdílí řadu charakteristik, mj. nohy posunuté do zadní části těla, malou hlavu se špičatým zobákem, málo pneumatizovanou kostru, delší krk či husté opeření s výbornými izolačními vlastnostmi. Již v roce 1935 však bylo poukázáno na to, že podobnost obou skupin je patrně důsledek konvergentní evoluce, tzn. obě skupiny se sice přizpůsobily životu ve vodě i lovení potravy pod vodou, avšak došlo k tomu nezávisle na sobě. Potáplice se oproti potápkám liší mj. přítomností blan mezi prsty, ocasními pery (byť krátkými), tmavými skvrnami na vejcích, vejci bez vápnitého povlaku nebo stavbou hnízda u vody spíše než přímo na ní. Vhled do postavení potáplic v rámci systému ptáků přinesly až genetické analýzy, které ukazují, že potáplice patrně spadají do kladu vodních ptáků Aequornithes, který ještě zahrnuje při nejmenším trubkonosé (Procellariiformes), tučňáky (Sphenisciformes) a brodivé a pelikány (Pelecaniformes).

### Evoluce a fosilní rody

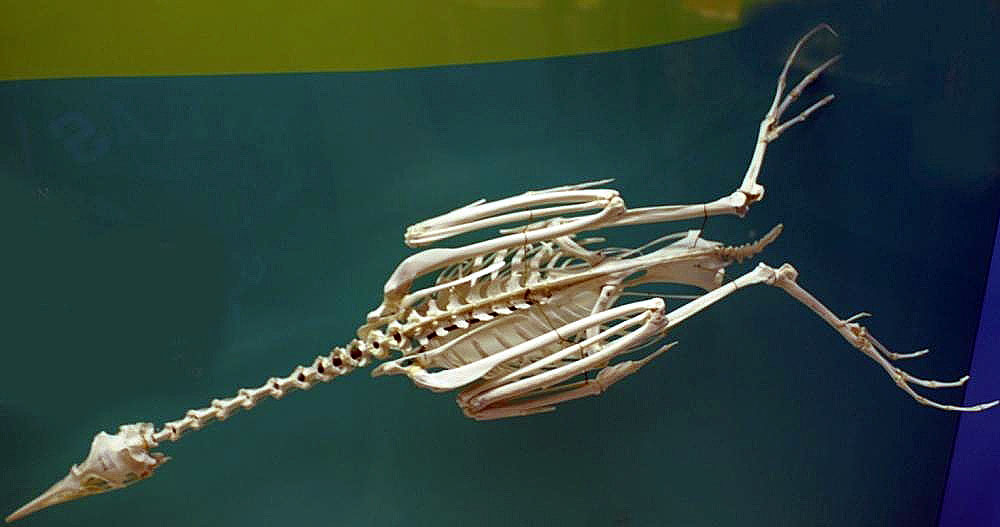
Kostra potáplice lední (Národní přírodovědné muzeum, Washington, USA)

K přímým prapředkům potáplic mohou patřit rody Neogaeornis nebo Polarornis, jejichž fosilie se datují do svrchní křídy. Jednalo se o vodní ptáky, jejichž nohy byly uzpůsobeny pohybu ve vodě. Tak starý původ potáplic, který by dokonce přecházel vymírání na konci křídy, však vzbuzuje řadu pochybností a otázek o původu moderních ptáků a interpretace fosilních fragmentů těchto rodů a jejich taxonomické zařazení je mezi vědci stále debatováno. Studie z roku 2017 zařadila oba rody spolu s několika dalšími kontroverzními fosiliemi do nově vytyčené čeledi Vegaviidae, i když to bylo vzápětí kritizováno jako unáhlené.
Nejstarší jednoznačně rozpoznanou potáplicí je fosilie Nasidytes z anglického Essexu, jejíž datace spadá do raného eocénu (před cirka 55 miliony lety). Na rozdíl od řady ostatních fosilních zástupců potáplic je fosilie Nasidytes relativně dobře zachovalá a z částečně zachované čelisti se dá odvodit, že spíše než rybami se tato eocenní potáplice živila mořskými bezobratlými. Naproti tomu fosilie potáplice Colymboides metzleri z raného oligocénu se dochovala i s fosilizovaným obsahem žaludku, kde již jsou jasně zřejmé ostatky ryb. Předpokládá se tak, že původní potáplice se živily bezobratlými a teprve během eocénu došlo ke specializaci na ryby, čemuž se potáplice uzpůsobili i morfologicky – mj. se jim zašpičatil zobák a zadní končetiny se posunuly dozadu, což jsou adaptace vhodné na lovení ryb pod vodou.
Mezi fosilní druhy potáplic se řadí následující rody:
- †Colymbiculus[22]
- †Colymboides
- †Gaviella[23]
- †Petralca[24]
- †Nasidytes

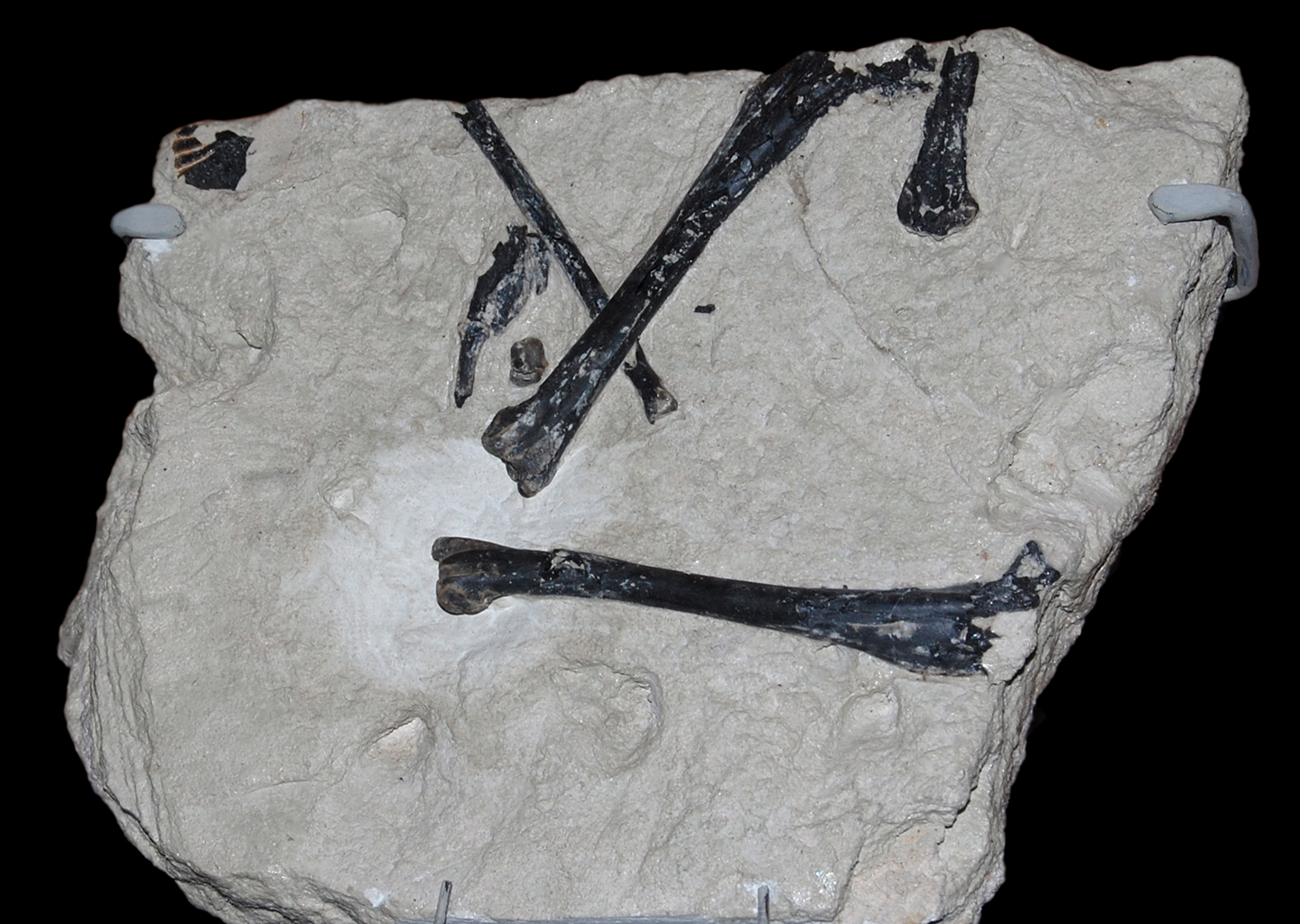
Fosilie miocenního druhu potáplice Gavia schultzi (Přírodovědné muzeum ve Vídni)

Vedle výše zmíněných rodů je známo hned několik fosilních zástupců recentního rodu Gavia. Patrně nejstarší fosilií je Gavia egeriana z raného miocénu nalezená v Česku. K dalším fosilním taxonům patří:
- †G. brodkorbi Howard, 1978 (pozdní miocén)
- †G. concinna Wetmore, 1940 (pozdní miocén/raný pliocén)
- †G. egeriana Švec, 1982 (raný miocén)
- †G. fortis Olson & Rasmussen, 2001 (raný pliocén)
- †G. howardae Brodkorb, 1953 (pozdní pliocén)
- †G. moldavica Kessler, 1984 (pozdní miocén)
- †G. palaeodytes Wetmore, 1943 (střední pliocén)
- †G. paradoxa Umanska, 1981 (pozdní miocén)
- †G. schultzi Mlíkovský, 1998 (střední miocén)

### Vnitřní systematika
|  | Gavia stellata – potáplice malá |
|  |                                 |

|  | G. arctica – potáplice severní    |
|  |                                   |
|  | G. pacifica – potáplice pacifická |
|  |                                   |

|  | G. immer – potáplice lední       |
|  |                                  |
|  | G. adamsii – potáplice žlutozobá |
|  |                                  |

|  | G. arctica – potáplice severní    |
|  |                                   |
|  | G. pacifica – potáplice pacifická |
|  |                                   |

|  | G. immer – potáplice lední       |
|  |                                  |
|  | G. adamsii – potáplice žlutozobá |
|  |                                  |

|  | Gavia stellata – potáplice malá |
|  |                                 |

|  | G. arctica – potáplice severní    |
|  |                                   |
|  | G. pacifica – potáplice pacifická |
|  |                                   |

|  | G. immer – potáplice lední       |
|  |                                  |
|  | G. adamsii – potáplice žlutozobá |
|  |                                  |

|  | G. arctica – potáplice severní    |
|  |                                   |
|  | G. pacifica – potáplice pacifická |
|  |                                   |

|  | G. immer – potáplice lední       |
|  |                                  |
|  | G. adamsii – potáplice žlutozobá |
|  |                                  |

Všechny moderní potáplice se řadí do jediného rodu Gavia. Tento rod zahrnuje pět druhů, z nichž čtyři jsou monofyletické a pouze u potáplice severní (Gavia arctica) se rozeznávají dva poddruhy, které však původně byly tři, avšak v roce 1985 byla jako samostatný druh rozpoznána potáplice pacifická (Gavia pacifica). Na základě morfologické studie z roku 1990 jsou v rámci rodu Gavia rozlišovány dva základní klady, a sice G. arctica a G. pacifica, které utváří sesterský klad skupině G. immer a G. adamsii; potáplice G. stellata je považována za bazální klad. Analýza DNA z roku 2002 tyto vztahy částečně zpochybnila, avšak patrně neměla k dispozici dostatečně velké množství dat a další DNA studie z roku 2014 již tradiční rozdělení jednoznačně potvrdila.
Seznam všech pěti recentních druhů potáplic zachycuje následující tabulka:
| Obrázek | Vědecké jméno  | Běžné jméno         | Výskyt                                        |
| ------- | -------------- | ------------------- | --------------------------------------------- |
|         | Gavia stellata | potáplice malá      | Eurasie, Severní Amerika                      |
|         | Gavia arctica  | potáplice severní   | Eurasie, Sewardův poloostrov (Aljaška)        |
|         | Gavia pacifica | potáplice pacifická | Severní Amerika, východní Asie                |
|         | Gavia immer    | potáplice lední     | Severní Amerika, Grónsko, Evropa              |
|         | Gavia adamsii  | potáplice žlutozobá | Severní Amerika, sever Eurasie, východní Asie |

## Výskyt

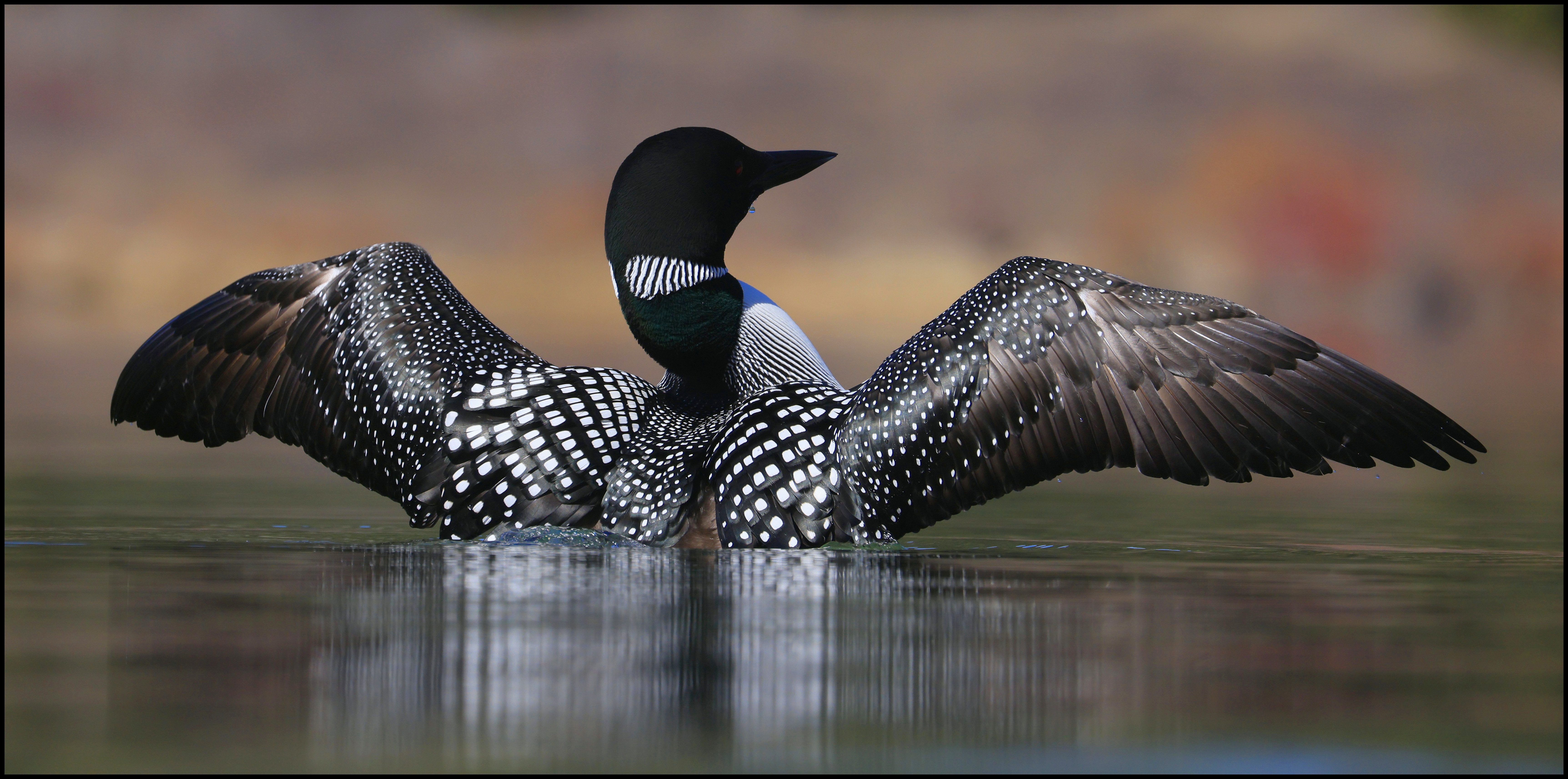
Potáplice malá s roztaženými křídly

Potáplice mají holoarktický typ rozšíření. Hnízdí v arktických a subarktických oblastech Severní Ameriky a Eurasie. Nejseverněji hnízdí potáplice malá, jejíž hnízdiště zasahují až k 83° s. š. (Grónsko, Ellesmerův ostrov). Nejjižněji hnízdí potáplice lední, a sice u 41° s. š. (oblast Velkých jezer). Všechny druhy potáplic jsou tažné a na zimu se přesouvají do nižších zeměpisných šířek převážně v oblastech mírného pásu, kde nedochází k tvorbě sněhu a ledu. Potáplice žlutozobá nemigruje na příliš velkou vzdálenost, naopak potáplice severní okroužkovaná v oblasti Baltu byla nalezena až na východní Sibiři východně od řeky Lena, takže překonala vzdálenost přes 5600 km. Některé populace migrují i mezi kontinenty – potáplice lední z Islandu, Grónska a dokonce i východní Kanady zimují na evropském pobřeží.

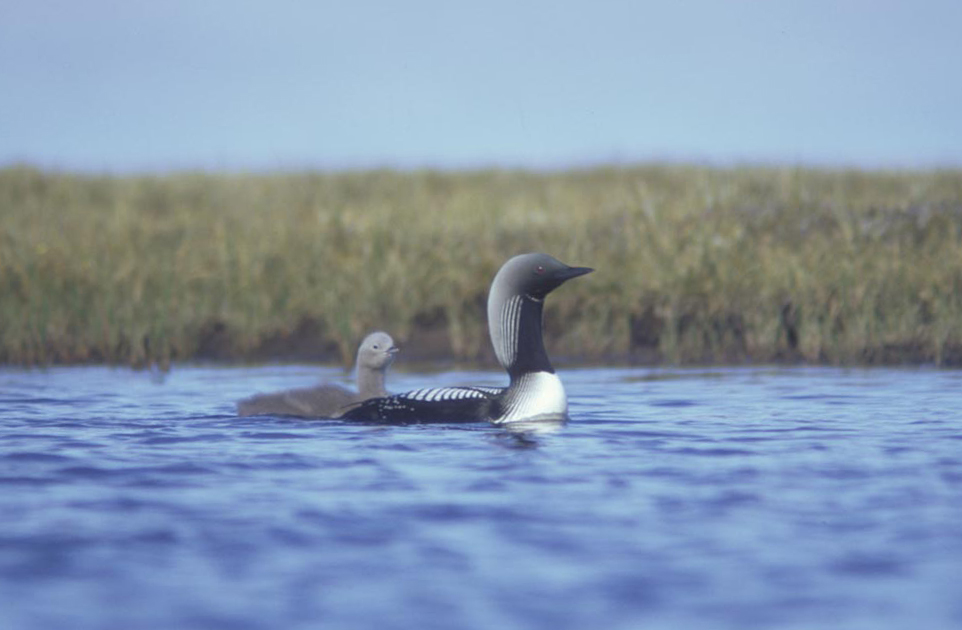
Potáplice severní s mládětem

Hnízdní stanoviště potáplic utváří sladkovodní vnitrozemská jezera a rybníky. V případě sympatrie (tzn. výskytu dvou druhů potáplic ve stejné oblasti) obývají různě velké druhy různě velká jezera. Zatímco větší druhy dominují větším vodním plochám, na které nepustí menší druhy potáplic, velké druhy potáplic zase nemohou dost dobře obývat menší vodní plochy, protože tam nemají k dispozici dostatečně dlouhou rozletovou dráhu. Zimní habitat potáplic utváří mořské pobřeží a větší vodní plochy do 100 km od oceánského pobřeží.

### Česko
V Česku byly zjištěny potáplice malá, severní, lední a žlutozobá. Potáplice na českém území nehnízdí, pouze přes něj na podzim a v zimě protahují nebo v Česku rovnou zimují. Potáplice lední se na českém území objevuje jen jednou za pár let, potáplice žlutozobá ještě méně často. Potáplice malá do Česka zalétává každoročně stejně jako potáplice severní, která je vůbec nejhojnější českou potáplicí. Typicky bývají pozorovány jen jednotlivé potáplice, výjimečně však byla zaznamenána hejna o stovkách potáplic. Z 19. století pochází i zprávy o hnízdění potáplice severní a malé, věrohodnost těchto zpráv je však nejistá.

## Popis

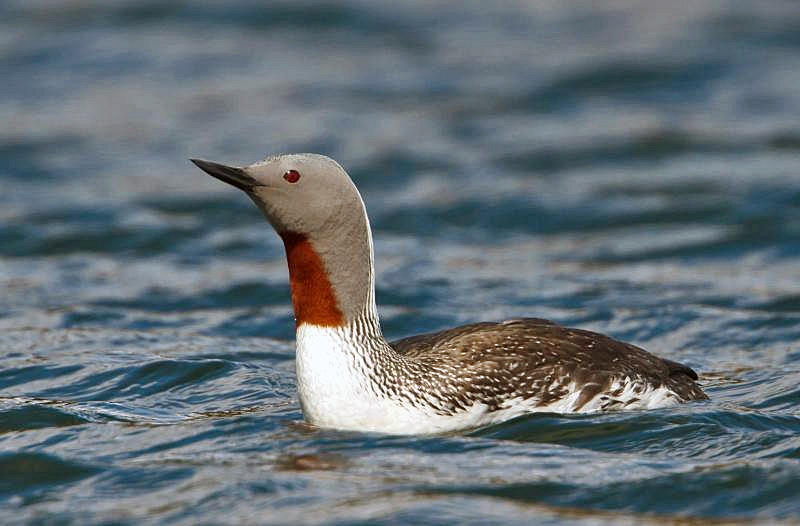
Potáplice malá s patrným tlustým krkem, krátkým špičatým zobákem a pestrou rudou skvrnou na krku (fotografie z Islandu)

Potáplice jsou středně velcí až velcí vodní ptáci dobře uzpůsobení plavání i potápění, kterého docilují pomocí silných noh. Výška těla se pohybuje mezi 53–93 cm a váha v rozmezí 1–6,4 kg. Křídla jsou relativně krátká a zašpičatělá, jejich rozpětí se pohybuje mezi 106–152 cm. Největšími zástupci jsou potáplice žlutozobá a lední, nejmenším druhem je potáplice malá. Pohlavní dvojtvárnost je jen nevýrazná, avšak samci bývají v průměru o něco větší než samice. Krk je krátký a tlustý, křídla zašpičatělá. Nohy jsou posazeny v zadní části těla a společně s prsty a drápy jsou velmi dlouhé. Jejich umístění v zadní tělní části sice zefektivňuje plavání a potápění, avšak pohyb po souši i pouhé stání činí potáplicím velké potíže. Pohybu po souši je docíleno pomocí položení váhy těla na hruď a přískoků nohama, takže se potáplice po zemi spíše táhnou než skutečně chodí. I přes poněkud nemotorný způsob pohybu se mohou takto přesunout na poměrně velké vzdálenosti.

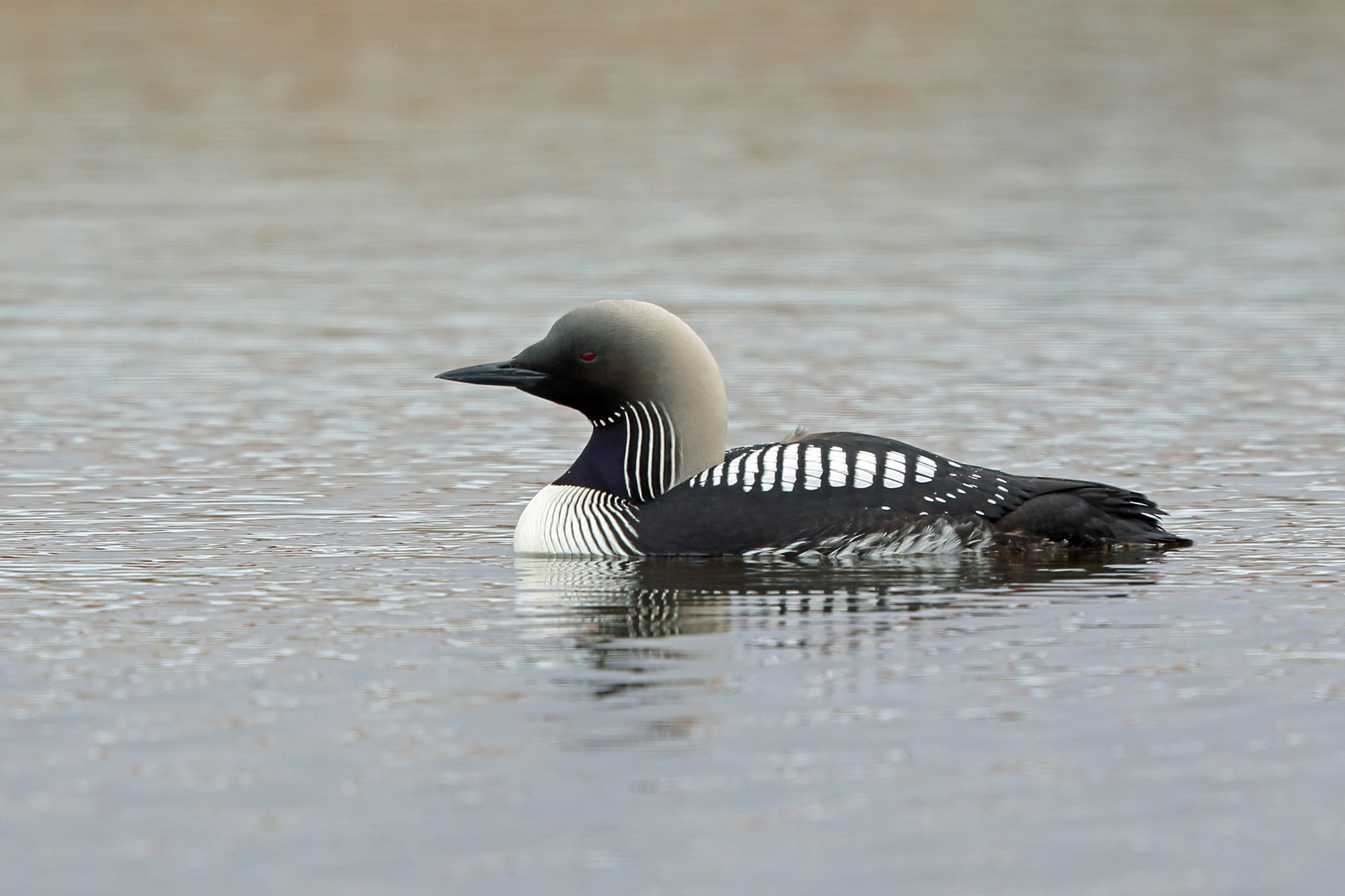
Potáplice pacifická (severní Aljaška)

Zbarvení noh, prstů i drápů je na principu protistínu, takže jejich světlá strana při plavání směřuje dolů, což potáplicím umožňuje splynout s okolním prostředím. Běhák je bočně zploštělý a jeho okraje jsou ostré, což pomáhá s hydrodynamikou při pohybu vodním sloupcem. Tři prsty směřující dopředu jsou spojeny blánami. K dalším adaptacím potáplic na potápění patří jejich kostra, která není pneumatizovaná, takže umožňuje snadné ponoření pod hladinu. Úzké nozdry chrání kožní záklopky, které se při ponoření uzavřou, takže nedochází k zatopení nozder. Potáplice mají masivní solné žlázy, kterými v případě pobytu na moři odfiltrovávají přebytečnou sůl z těla.
Ocas je jen krátký. Duhovky jsou u všech druhů rudé, která je nejvýraznější u samců v době hnízdění. Zobák je krátký s ostrou špičkou. Okraje zobáku jsou jemně vroubkované, což potáplicím pomáhá v udržení kluzké potravy v zobáku. Opeření je na těle silné, na hlavě a krku velmi měkké. V juvenilním a prostém šatu jsou potáplice shora šedohnědé s různě intenzivními bílými vzory, zespoda bílé a ocas je černý. Hnízdní šat je shora černobíle vzorkovaný, u potáplice severní je tmavě hnědý. Potáplice lední a žlutozobá mají hlavu a horní část krku převážně černou s fialovozeleným odleskem a bílými vertikálními proužky po stranách krku. Potáplice severní, pacifická a malá mají šedou hlavu a přední část horního krku má výrazně lesklou skvrnu. Potáplice získávají adultní opeření až ve třetím roce života.

## Biologie a chování
Potáplice jsou v době hnízdění samotářské, avšak v zimě se mohou sdružovat do menších i větších hejn, která v oblastech velké úživnosti mohou dosahovat i počtu několika tisíc. I přes krátká křídla a dobrou adaptaci na vodní život jsou potáplice také velmi dobrými letci, kteří dokážou ve velkých výškách přelétnout přes vodu i souš nemalé vzdálenosti. Vzlet je hlavně pro větší druhy poměrně náročný a potáplice si při vzletu z vodní hladiny pomáhají nohama, kterýma se za vehementního máchání křídel snaží odrazit z vodní hladiny. Během přistávání na vodě jsou nohy natažené za tělem, takže potáplice na vodní hladinu sklouznou hrudí a břichem. Jsou známy případy, kdy si potáplice spletly vodní hladinu s lesklým povrchem silnice, na který sice dovedly přistát, avšak vzlétnout již nedokázaly. Ze země dokáže vzlétnout pouze potáplice malá, všechny ostatní potáplice to umí pouze z vody. Při letu je krk prohnutý dolů a je držen o trochu níže než tělo, nohy sahají za ocas.

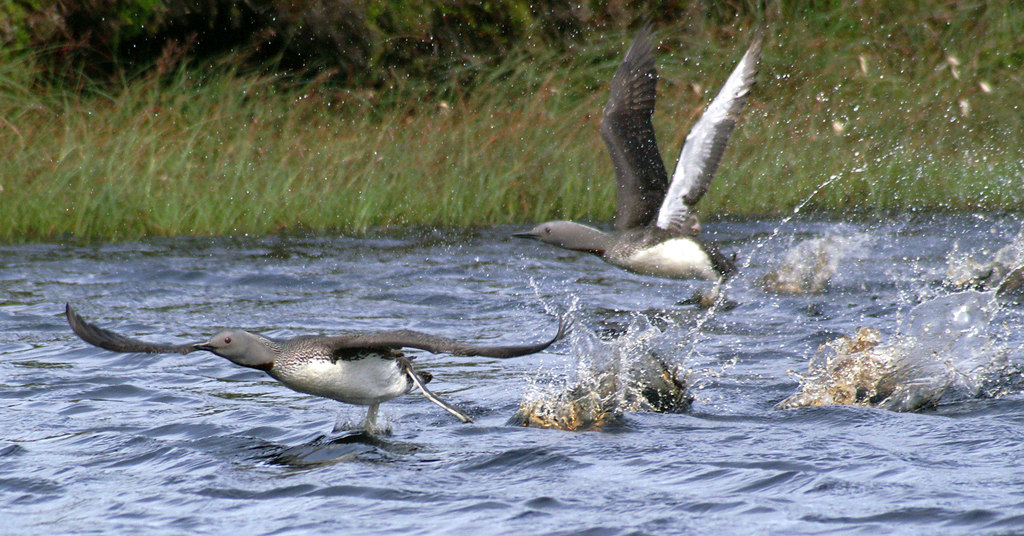
Potáplice malé při odrážení z vody během rozletu (Skotsko)

V době hnízdění mohou být potáplice velmi hlasité. Samci a občas i samice vydávají specifický táhlý zvuk připomínající nízko položené píšťalkovité jódlování přerušované čistými notami. Zvukové projevy potáplic byly přirovnávány k dětskému pláči, hlasitému naříkání i chechtání. V době zimování jsou potáplice převážně tiché. K pelichání dochází na přelomu zimy a jara. Potáplice přepeřují všechny letky najednou, takže po několik týdnů nejsou schopny letu. Podobně jako pro ostatní vodní ptáky, i pro potáplice je velmi důležitá údržba peří, kterou tráví spoustu času. Občas se při nanášení vosku z extra velkých mazových žláz překulí na bok, takže jedna z noh směřuje vzhůru. Potáplice hřadují většinou na vodě, v době hnízdění občas i na souši. Při hřadování je zobák umístěn na hřbetu.

### Potrava a potápění

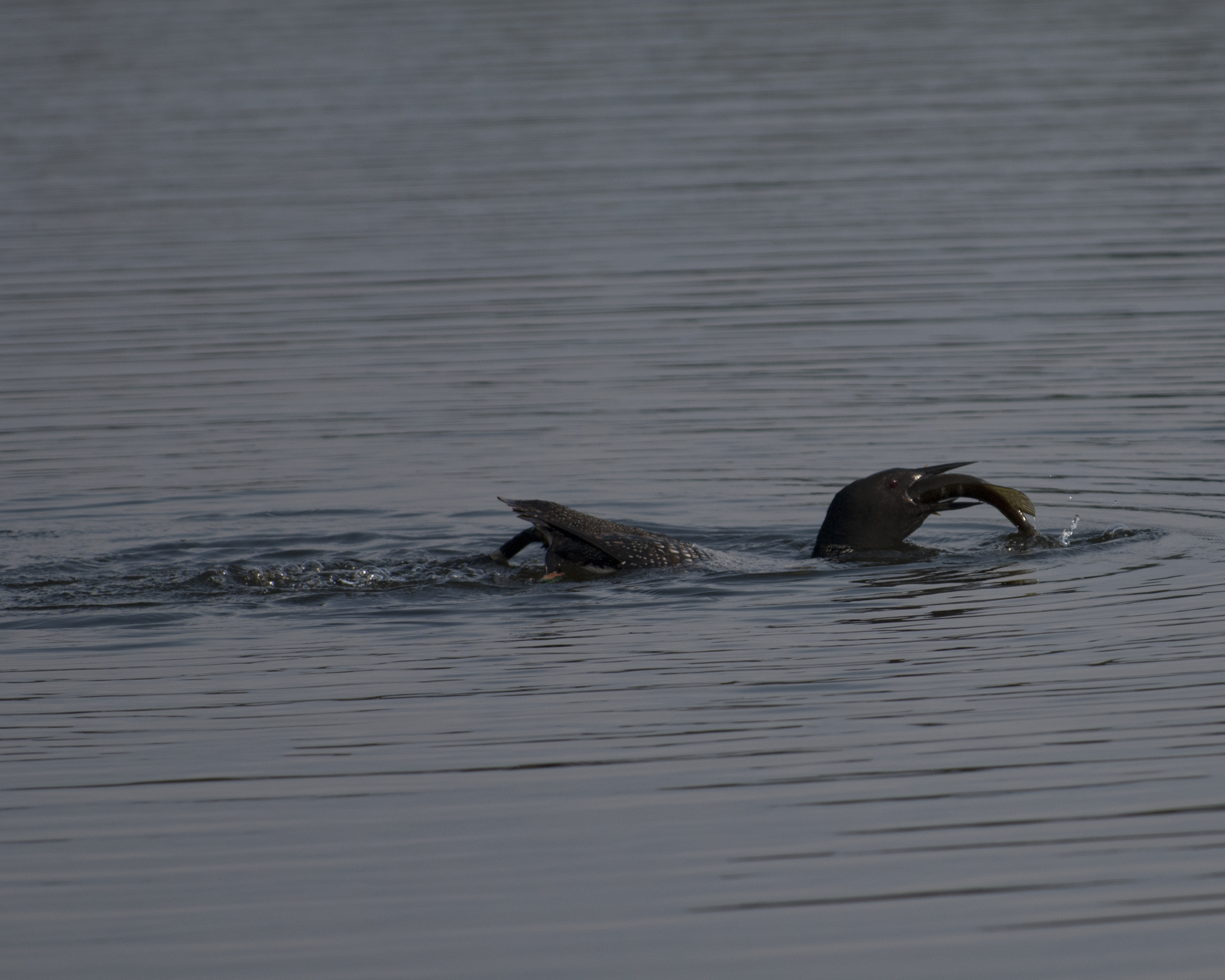
Potáplice lední s ulovenou rybou (Michigan, USA)

Hlavní zdroj potravy potáplic tvoří menší rybky do délky 20 cm. K oblíbeným rybám patří např. koljušky, lososi, vranky, tresky či kapři. Na moři jsou velmi důležití menhadeni z rodu Brevoortia. Vedle ryb požírají i další menší obratlovce (např. žáby) i bezobratlé vodní živočichy. Nedospělé potáplice jsou krmeny korýši, měkkýši a červy. Potáplice na kořist číhají na vodní hladině, na které sedí a hledí dolů pod sebe se zobákem často ponořeným pod vodou. K lokaci potravy využívají zrak. Většinu potravy spolknou hned pod vodou, větší ryby si mohou donést na hladinu. Při plavání mají potáplice často ponořené pod vodou celé tělo a nad hladinu vyčnívá jen hlava a krk.
Potáplice patří k nejzdárnějším potápivým ptákům. Typicky se potápí na dobu kolem půl minuty až minuty do hloubek kolem 2–10 m, avšak v případě ohrožení se dokážou zdržet pod vodou až 8 minut a dovedou se ponořit až do hloubky 75 m. Při ohrožení mohou potápky pod vodou uplavat i několik set metrů, aby se dostaly z dosahu hrozby. Pohyb pod vodou je poháněn současným odrážením noh, které mají velmi dobře vyvinuté bércové svaly. Křídla jsou pod vodou přitisknutá natěsno u těla, avšak v případě potřeby prudších manévrů mohou být také využita k pohybu.

### Hnízdění

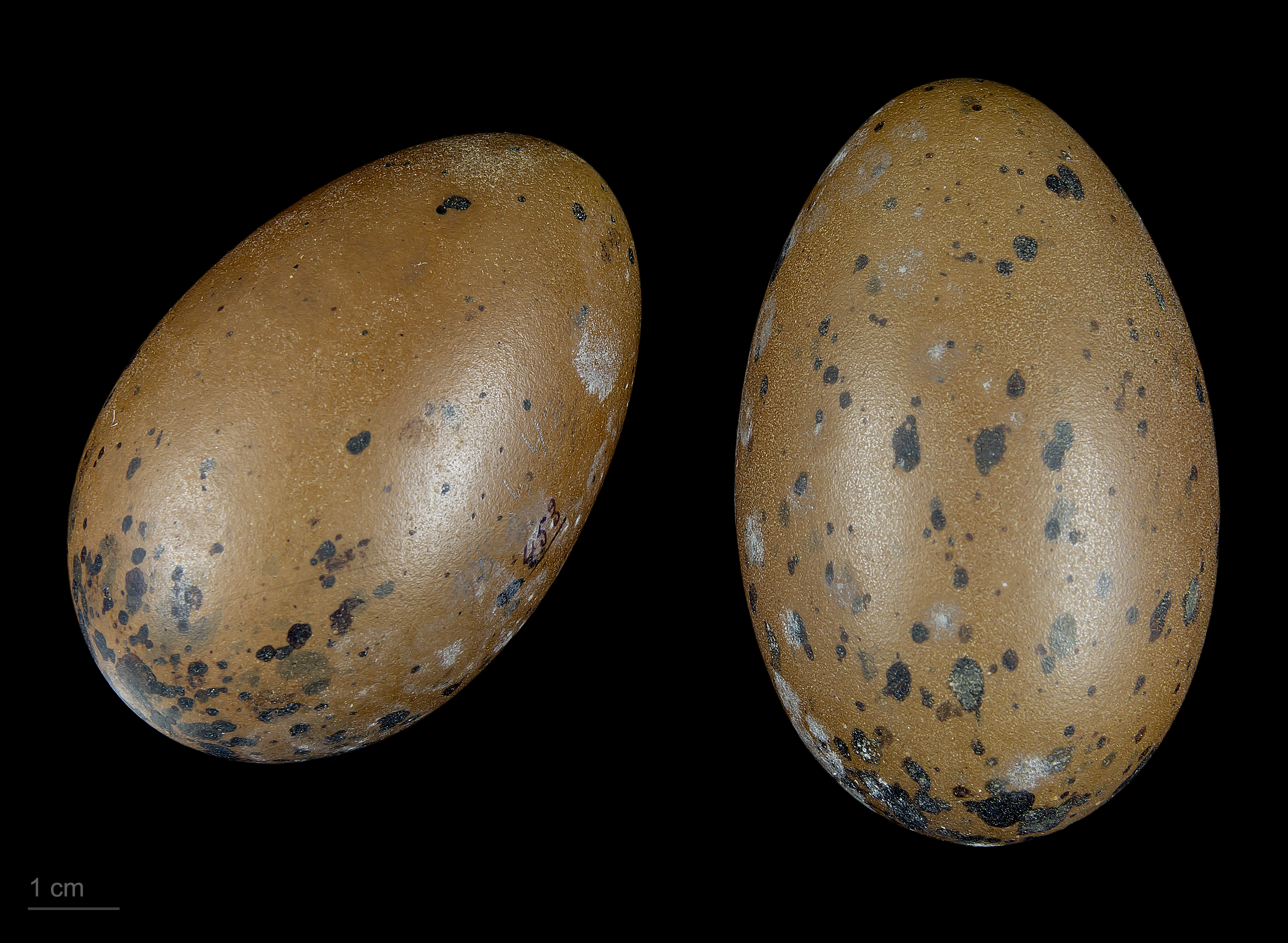
Vejce potáplice malé (muzeum v Toulouse)

K zahnízdění dochází v létě mezi květnem a červencem. Potáplice utváří dlouhodobé, někdy i celoživotní monogamní svazky. K formování páru dochází na hnízdištích a k námluvám patří společné plavání, během kterého oba ptáci vystrkují nad hladinou napřímenou horní část těla. K zahnízdění dochází na břehu jezera v těsné blízkosti vody nebo na menším ostrůvku. Potáplice si k zahnízdění vybírají místo bez vegetace, aby měly dobrý rozhled do okolí.
Pár potáplic za jejich teritorium považuje veškerou vodní plochu v dohledné vzdálenosti z hnízda. Potáplice jsou dobře známé svým agresivních teritoriálním chováním. S oblibou přelétávají nad svými teritorii za hlasitého kvílení, které bylo přirovnáváno k řevu dítěte v bolestech. Tímto zvukem potáplice i odpovídají na podobně znějící zvuky páru ze sousedního teritoria. Jedním z vizuálních projevů potáplic vůči agresorům na jejich teritoriu je plavání ve směru vetřelce se zadní částí těla pod vodou a narovnaným krkem nad vodní hladinou.

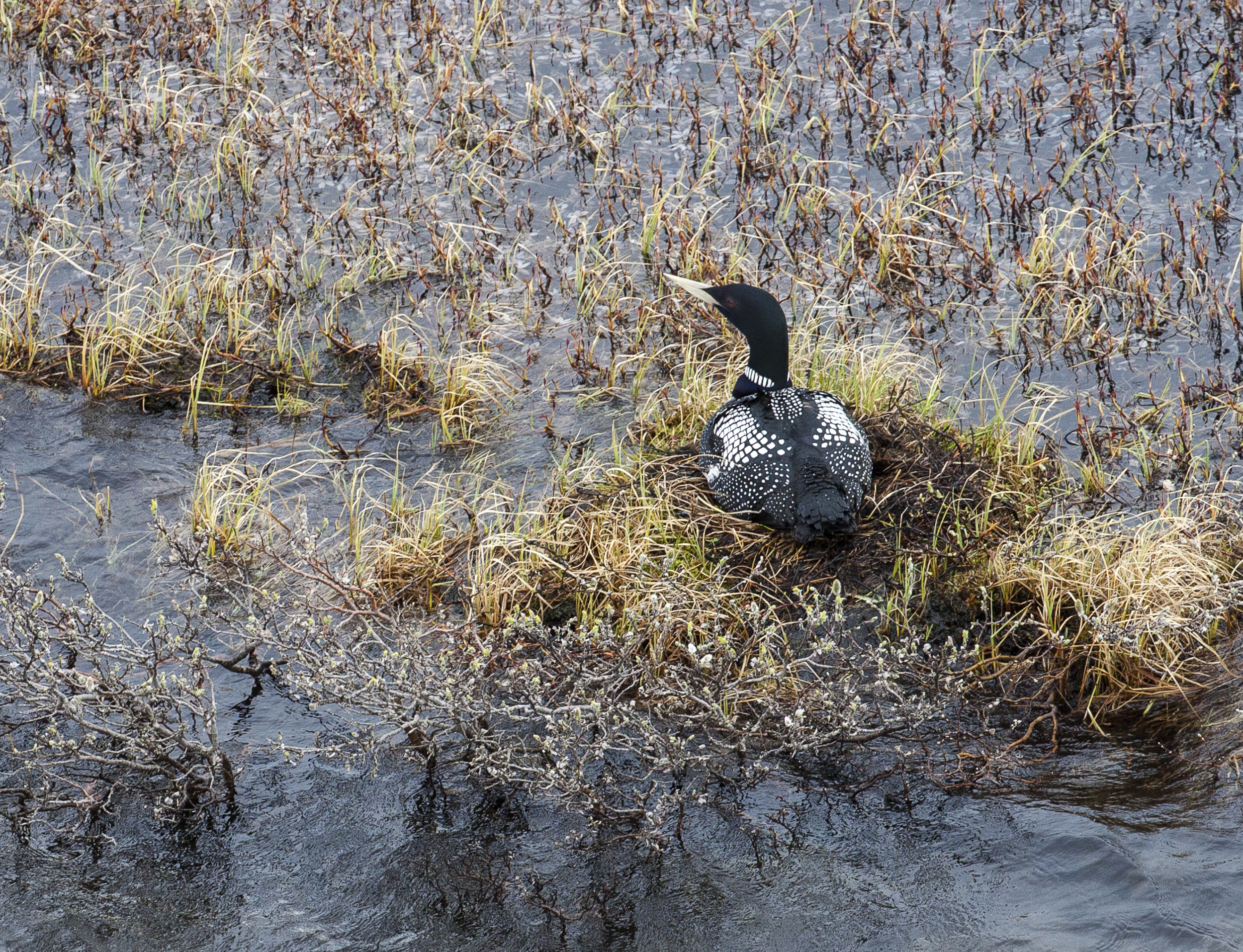
Potáplice žlutozobá při hnízdění (Aljaška)

Hnízdo představuje jen mělký důlek, občas ledabyle vystlaný vodní vegetací a trávou. V drtivé většině případů hnízdí samostatně, potáplice malá může občas v několika párech zahnizďovat blízko u sebe. K často opakované kopulaci dochází na souši. Samice snáší 1–3, nejčastěji 2 oválná vejce. Bývají poměrně velká, olivově hnědá s tmavými skvrnami. Váží asi 80–170 g, takže běžná snůška představuje kolem 7–11 % váhy samice. Typicky dochází pouze k jedné snůšce, avšak v případě včasné ztráty může dojít ke snůšce náhradní.

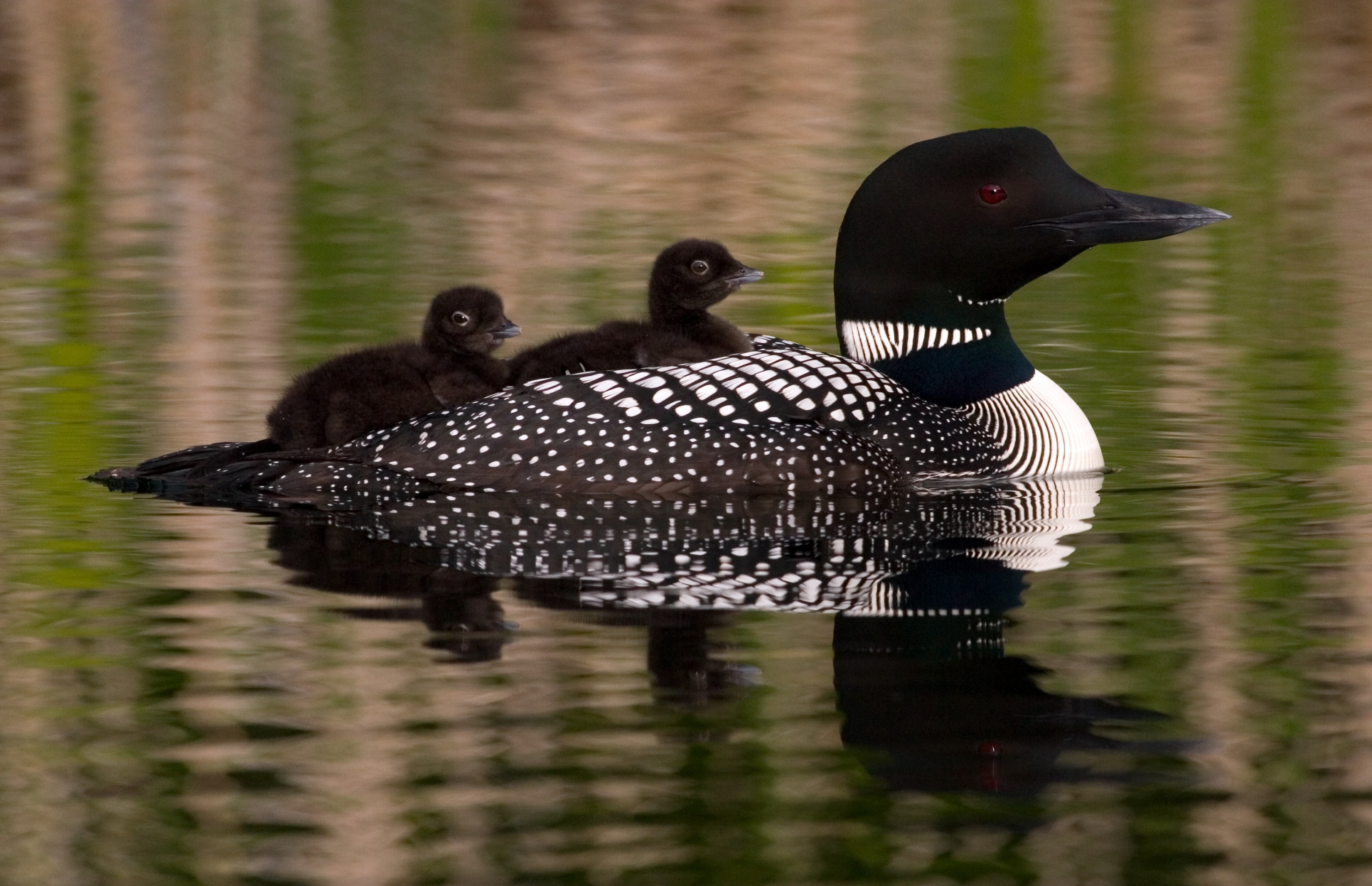
Mláďata potáplice lední na hřbetě rodiče

Inkubace je sdílená mezi partnery a zabírá 26–29 dní. Prekociální mláďata opouští hnízdo již 1–2 dny po narození. První 2–3 týdny tráví čas plaváním nebo odpočinkem na hřbetu rodičů. K prvnímu letu dochází asi po dvou měsících, k prvnímu zahnízdění až ve třetím roce života. Potáplice jsou dlouhověké, dožívají se běžně 10–20 let. Potáplice lední může žít i více než 35 let.
Potáplice typicky zahnizďují jen asi třikrát za čtyři roky. Hnízdní úspěšnost bývá poměrně nízká a k nejčastějším příčinám zániku snůšek patří zaplavení hnízda a predace. K hnízdním predátorům patří hlavně chaluhy a racci, částečně i jeřábi, mořští orli (Haliaeetus) a na mláďata mohou útočit větší ryby. Ze savčích predátorů lze jmenovat mývaly nebo lasicovité šelmy.

## Vztah k lidem

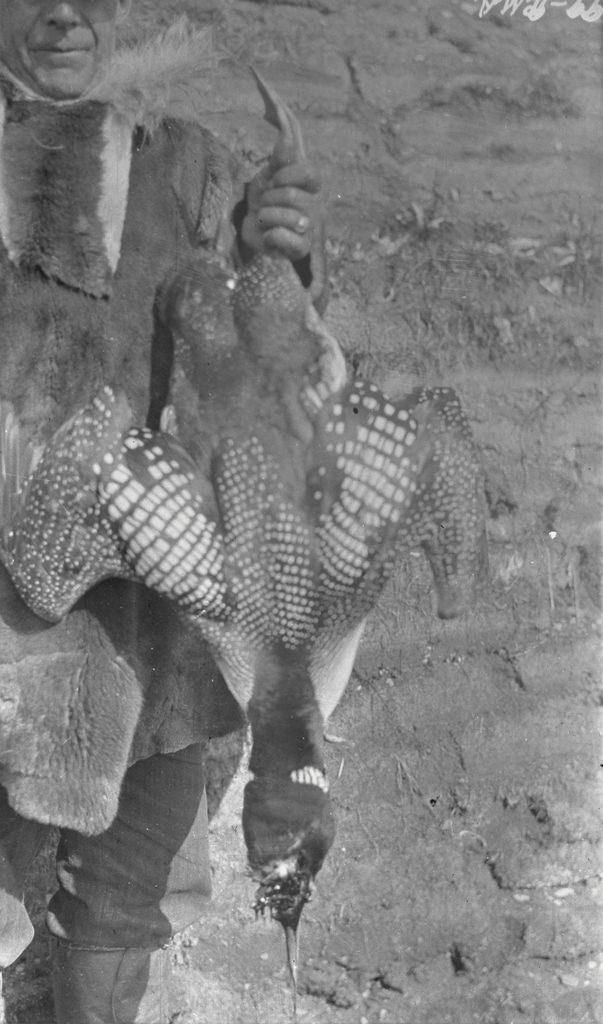
Ulovená potáplice žlutozobá (1914, Aljaška)

### Odraz v kultuře
Potáplice byly na svých severních hnízdištích v minulosti hojně loveny domorodými arktickými národy, které s lovem v omezené míře pokračují dodnes. V Severní Americe bývá každoročně uloveno kolem několika tisíc potáplic, avšak maso není považováno za příliš chutné a bývá někdy jen dáváno psům. Inuité využívají kůži potáplic k výrobě ceremoniálního šatstva. V legendách některých severoamerických Indiánů jsou potáplice spojovány s legendami o stvoření světa a hlavně s hrdostí a statečností, za což patrně vděčí vášnivé a agresivní obraně teritorií. Někteří severoameričtí Indiáni považují potáplice za symbol severu. Ve Skotsku zase pronikavý hlas potáplice nesoucím se po jezeře býval považován za špatné znamení.
Potáplice lední je vyobrazena na kanadské jednodolarové minci a kdysi byla zachycena i na dvacetidolarové bankovce. Tato potáplice je státním ptákem americké Minnesoty i kanadské provincie Ontario.

### Ohrožení
Čtyři druhy potáplic jsou hodnoceny jako málo dotčené, avšak potáplice žlutozobá je hodnocena jako téměř ohrožená z důvodu nadměrného lovu v oblasti Beringova moře domorodými obyvateli Aljašky. Domorodci z Ostrova Svatého Vavřince potáplice žlutozobé loví na jídlo. Maso potáplic mohou zpracovat hned, v takovém případě jej uvaří, upečou, nebo z něj udělají polévku. V případě větších úlovků maso usuší na slunci nebo zamrazí. I přes odlehlá hnízdiště v arktických a subarktických končinách dochází u potáplic k ohrožení hlavně rušivými vlivy lidmi, kteří využívají sladkovodní plochy stále častěji k rekreaci (motorové čluny, rybaření aj.). Na rušení jsou potáplice zvláště háklivé a může u nich snadno dojít k zavrhnutí hnízda. K dalším negativním následkům lidské činnosti u hnízdišť potáplic patří růst lidských sídel a s tím spojený nárůst populací racků a chaluh, které se dokáží živit zbytky lidských jídel. Tito ptáci pak zesilují predační tlak na potáplice. Na druhou stranu stavba nových vodních ploch, jako jsou vodní nádrže, poskytuje potáplicím nové hnízdní příležitosti. K dalším ohrožením potáplic patří odstřely pro sportovní účely nebo pronásledování rybáři, kteří vidí v potáplicích přímé konkurenty. Problémem je i znečištění vodních ploch, ropné skvrny nebo rybářské náčiní jako sítě, do nichž se potáplice mohou zamotat a utonout.